# Casa walser

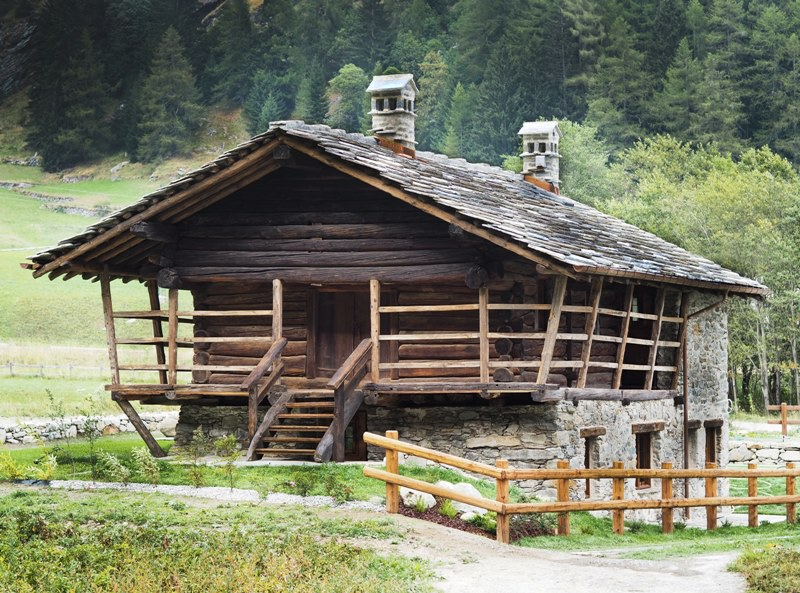
Antica casa walser con struttura Blockbau, a Woald (Gressoney-Saint-Jean). Da notare il loggiato esterno (Schopf) per essiccare i prodotti agricoli.

La Casa Walser è una tipologia di casa rurale, costruita interamente in pietra e legno, tipica delle valli alpine popolate dai Walser, tra Austria, Italia e Svizzera.

## Storia
Nel XIII secolo, le popolazioni walser avevano uno stile di vita semi-nomade e le loro case, costruite con semplici tronchi infissi nel terreno, potevano essere facilmente spostate. Con la diffusione della coltivazione di cereali, intorno al Cinquecento, si iniziarono a creare i primi insediamenti stabili.
Gli edifici raramente appartenevano a un singolo nucleo familiare, e per questo la loro realizzazione era un processo collettivo, dal taglio del legno all'assemblaggio, ma doveva esserci anche l'intervento di maestranze specializzate.

## Descrizione
Non esiste una casa tipica uguale in tutte le regioni popolate dai Walser e anche la tipologia edilizia non è unica. La cosiddetta casa walser è caratterizzata da piano terreno in pietra e i piani superiori in legno, soprattutto di larice.
La casa solitamente è organizzata su tre piani: al piano terreno si trovava la stalla con il locale cucina, al primo piano il soggiorno (schtuba) e la camera da letto, mentre all'ultimo piano deposito e fienile. Con questa disposizione le camere godevano di un'ottima coibentazione, essendo scaldate dal calore della cucina e della stalla e isolate al piano superiore dal fieno. Talvolta il loggiato esterno (detto schopf), protetto dall'ampio sporto del tetto, era utilizzato per essiccare segale, canapa e altri prodotti agricoli, nonché per la vita di comunità.
All'interno della casa era fondamentale il risparmio di spazio, per questo motivo possiamo trovare alcuni mobili "multifunzionali" come cassapanche-sedili o culle sospese.

## Tecniche costruttive

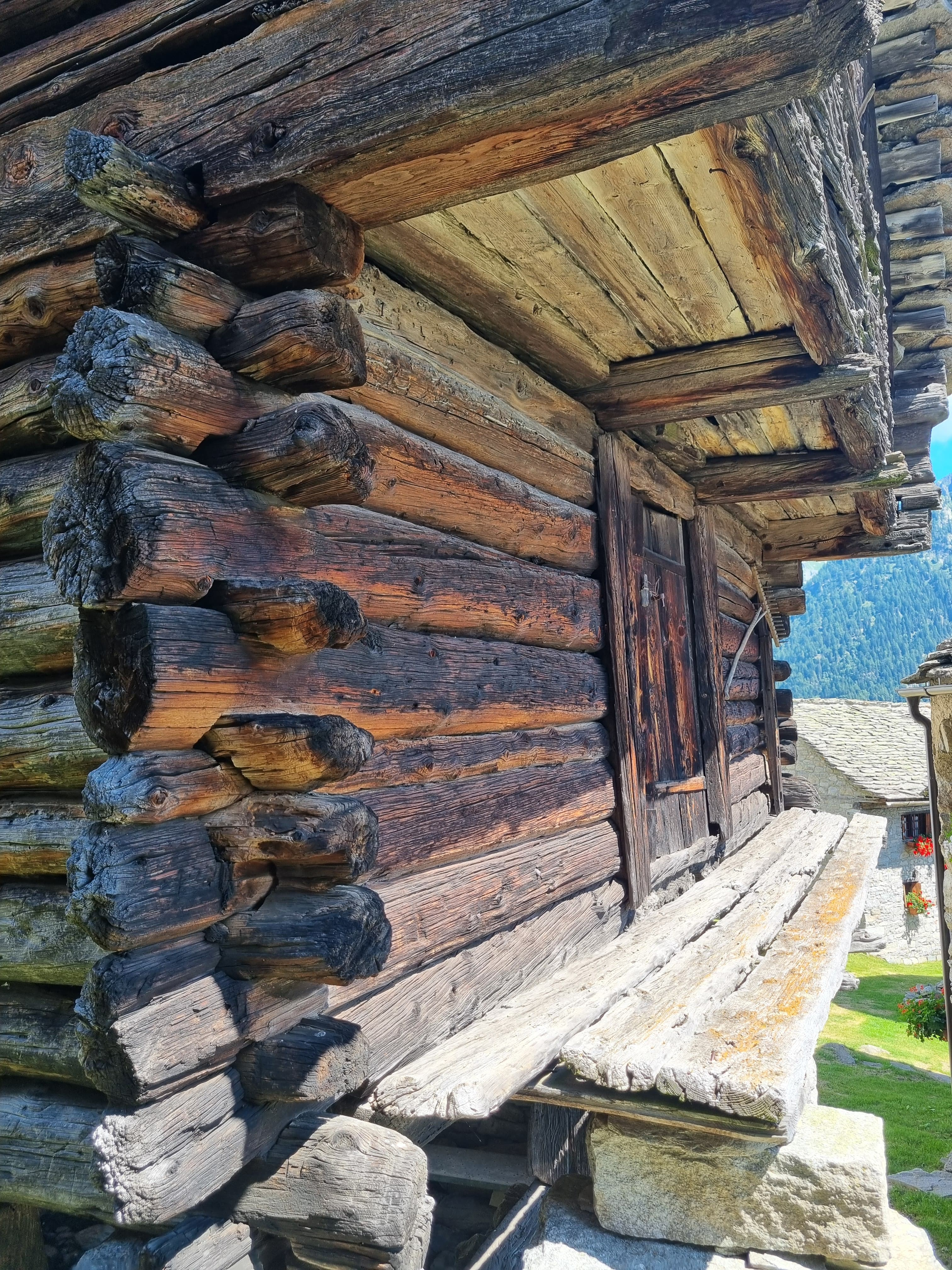
Dettaglio della struttura a blockbau a Salecchio Superiore, Premia (VB)

A eccezione di chiese, cappelle e case signorili, tutti gli altri edifici venivano costruiti per la maggior parte in legno. Le uniche eccezioni si riscontrano il località come Formazza o Campello Monti, dove la facilità di sfruttare le maestranze esperte dell'Ossola hanno permesso la realizzazione anche di edifici in pietra.
Le tecniche costruttive dell'architettura walser in legno sono due: la struttura a telaio e il blockbau.
La struttura a telaio in legno, detta anche a ritti e panconi o ständerbohlenbau, è costituita da un'ossatura di travi e pilastri in legno con tavole orizzontali o verticali di riempimento che si vanno ad incastrare in apposite scanalature nei pilastri d'angolo.
Il blockbau, anche detto struttura a blinde o a spina, consiste nella sovrapposizione e nell'incastro ad angolo retto di tronchi di legno squadrati dello spessore di circa 16 cm, che vanno a costituire le pareti della casa. Interessante è la soluzione d'angolo, dove per migliorare l'incastro i tronchi sporgono di qualche decina di centimetri. Per un ulteriore irrigidimento viene posta una parete divisoria interna realizzata con la stessa tecnologia. Per isolare termicamente l'edificio, lo spazio tra un tronco e l'altro veniva riempito con del muschio.
Per non compromettere la struttura scatolare dell'edificio le finestre dovevano essere necessariamente molto piccole e delimitate da listelli, ma molto spesso decorate da una sequenza di fregi.
Le fondamenta venivano sempre costruite il pietra a secco e spesso, per garantire la corretta umidità per conservare i formaggi, il locale cantina era leggermente scavato sotto terra. Oltre alle fondamenta spesso si costruiva in pietra anche la parete del camino, per limitare il rischio di incendio.
Il tetto è sempre a capanna e veniva talvolta rinforzato con un puntone che dal colmo si appoggiava alla trave, caratterizzando la facciata degli edifici più antichi. I tetti sono solitamente coperti con lose (piode) o più raramente con lastre di ardesia o scandole di legno.

## Altre tipologie edilizie

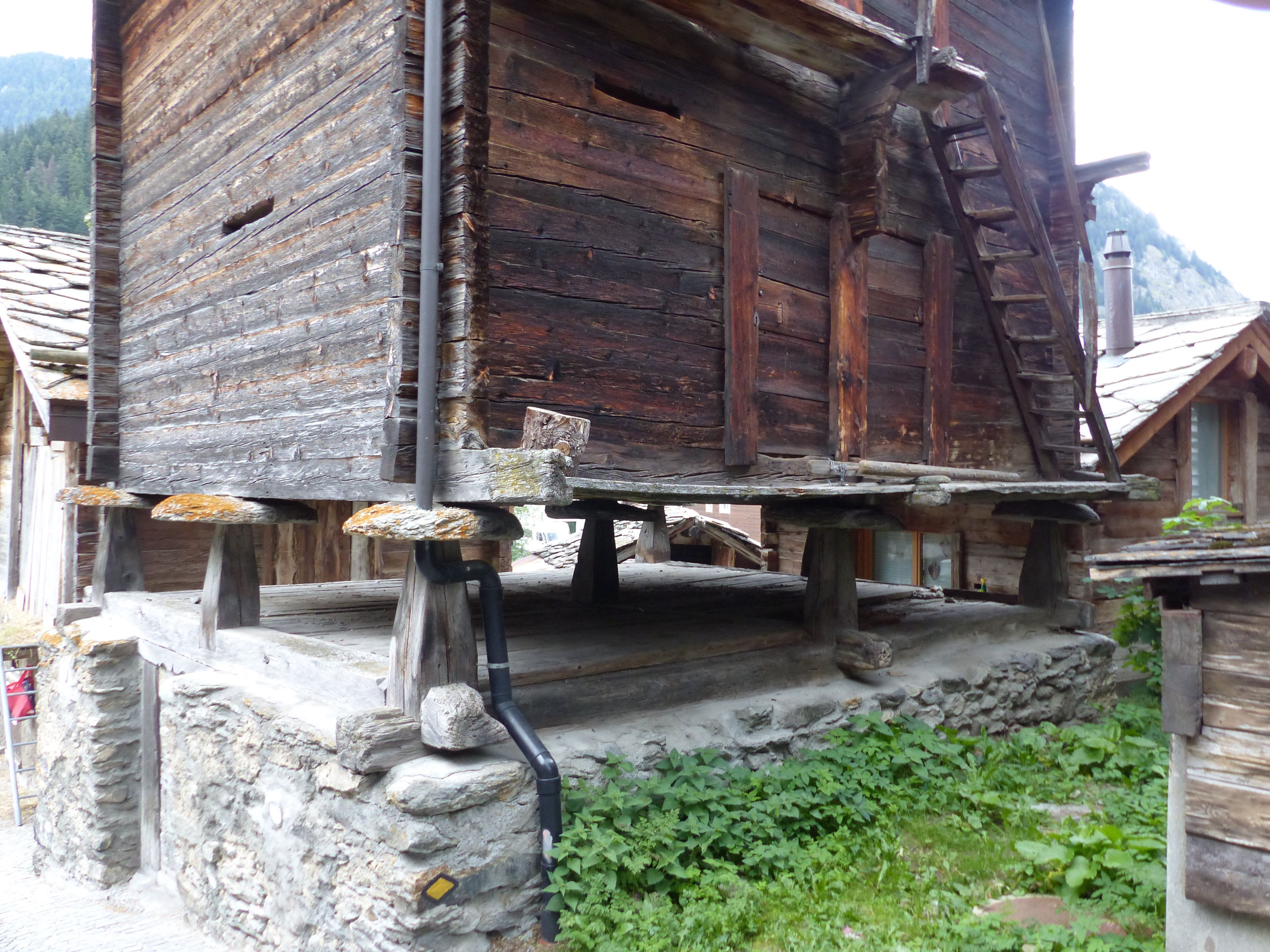
Stadel in cui si riconoscono i due livelli separati dall'intercapedine, a Blatten bei Naters, Naters, Canton Vallese

Un'altra tipologia edilizia molto comune è lo stadel: il fienile. Al piano inferiore si trovava la stalla o una cantina, mentre al piano superiore il deposito del fieno. Questi fienili potevano essere all'interno dell'abitato o in gruppi vicino ai pascoli.
Per evitare che i topi salissero al piano superiore e andassero ad intaccare la dispensa e il fieno, i due livelli dell'edificio erano fisicamente separati da alcuni pilastri sormontati da un disco in pietra, denominato miischplatta (oppure mausplatten o z’stadalbein), il "piatto del topo". Un altro scopo di questa intercapedine tra i due piani era quello di migliorare l'essiccazione del fieno e impedire la risalita di umidità.
Oltre alla dimora e allo stadel le altre tipologie edilizie tipiche della cultura walser sono gli edifici ad uso collettivo (mulini, forni per il pane e per la calce, segherie).

## Galleria d'immagini

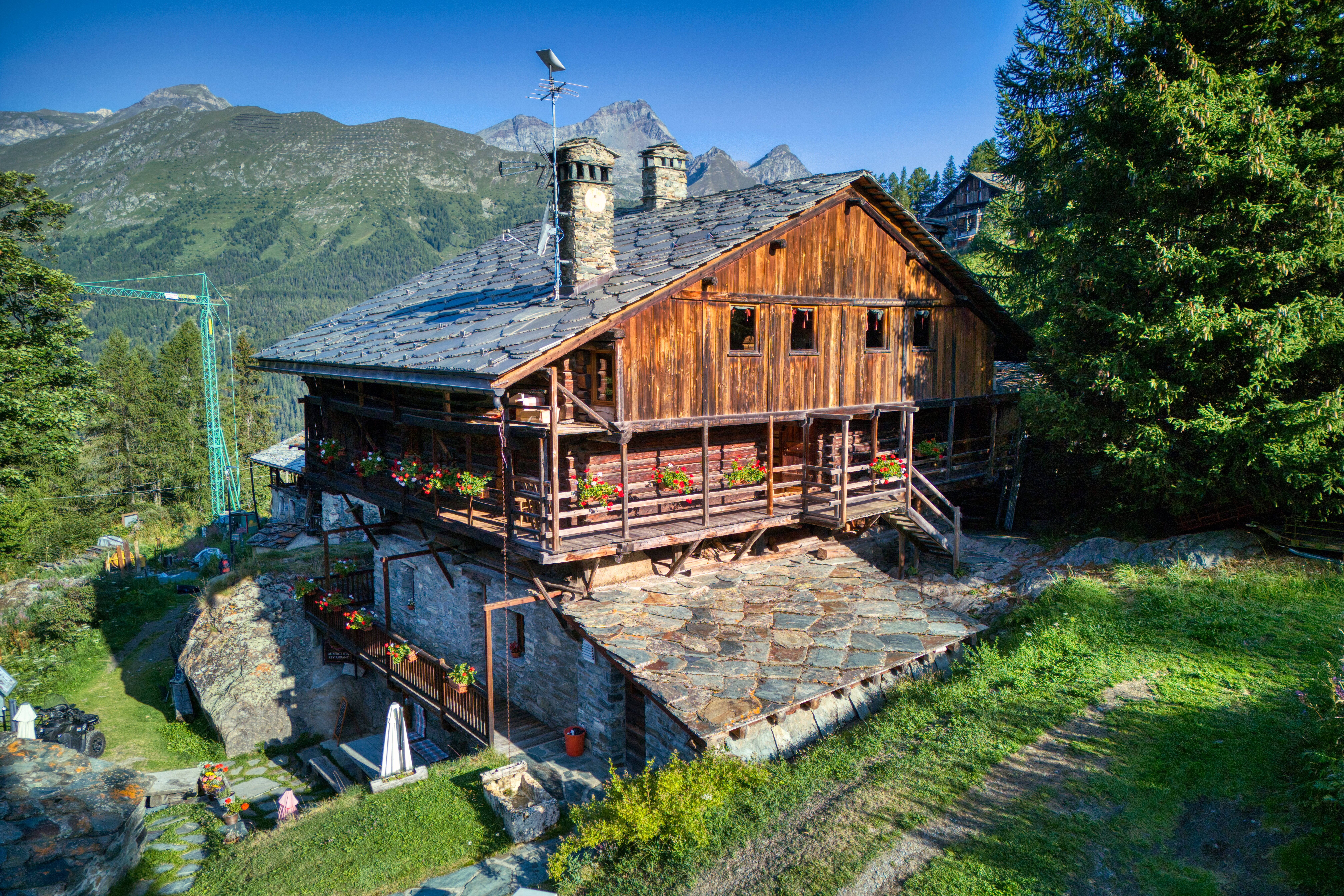
Casa walser a Antagnod.
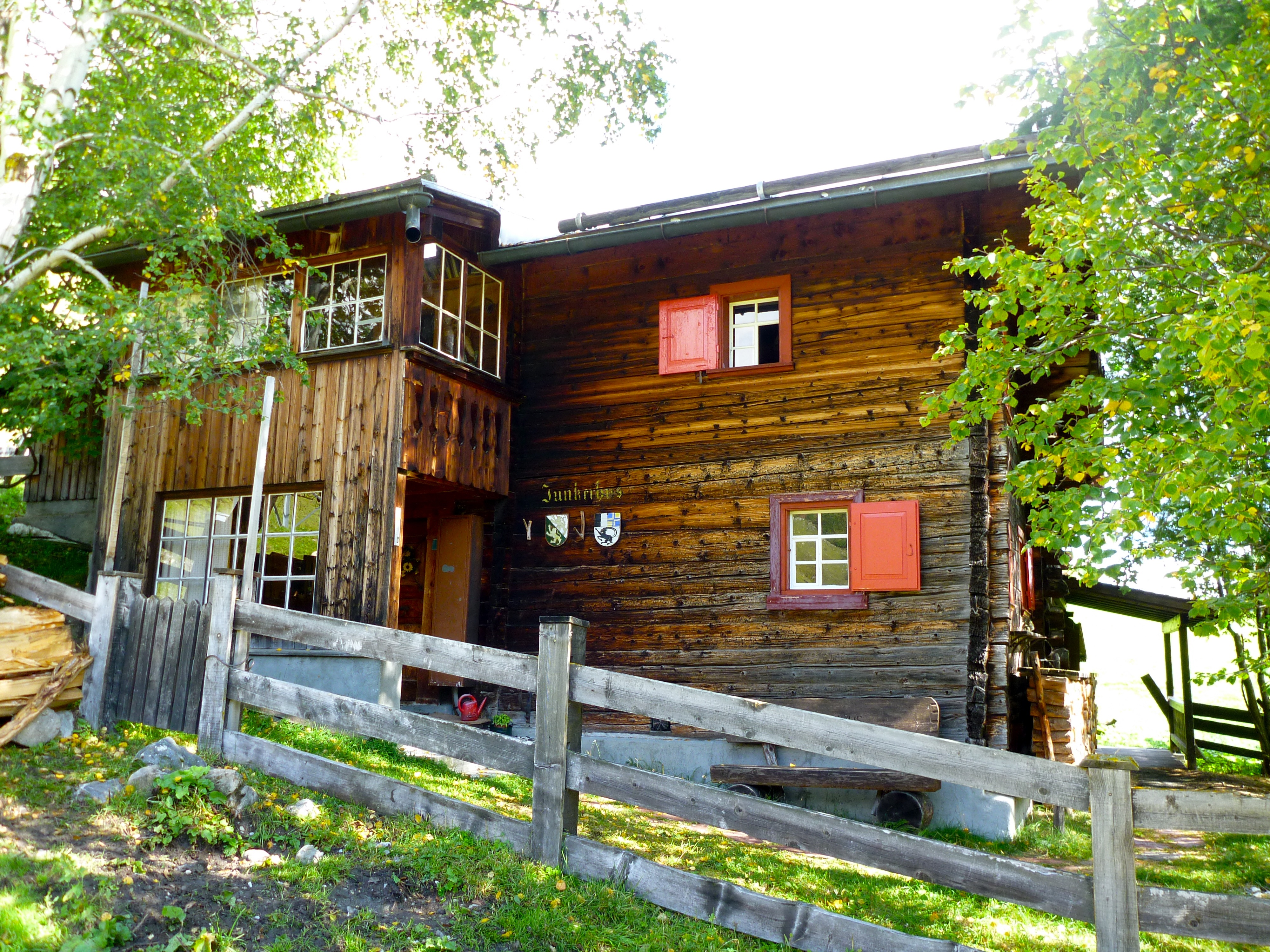
Casa walser "Junkerahus" ad Arosa, Canton Grigioni
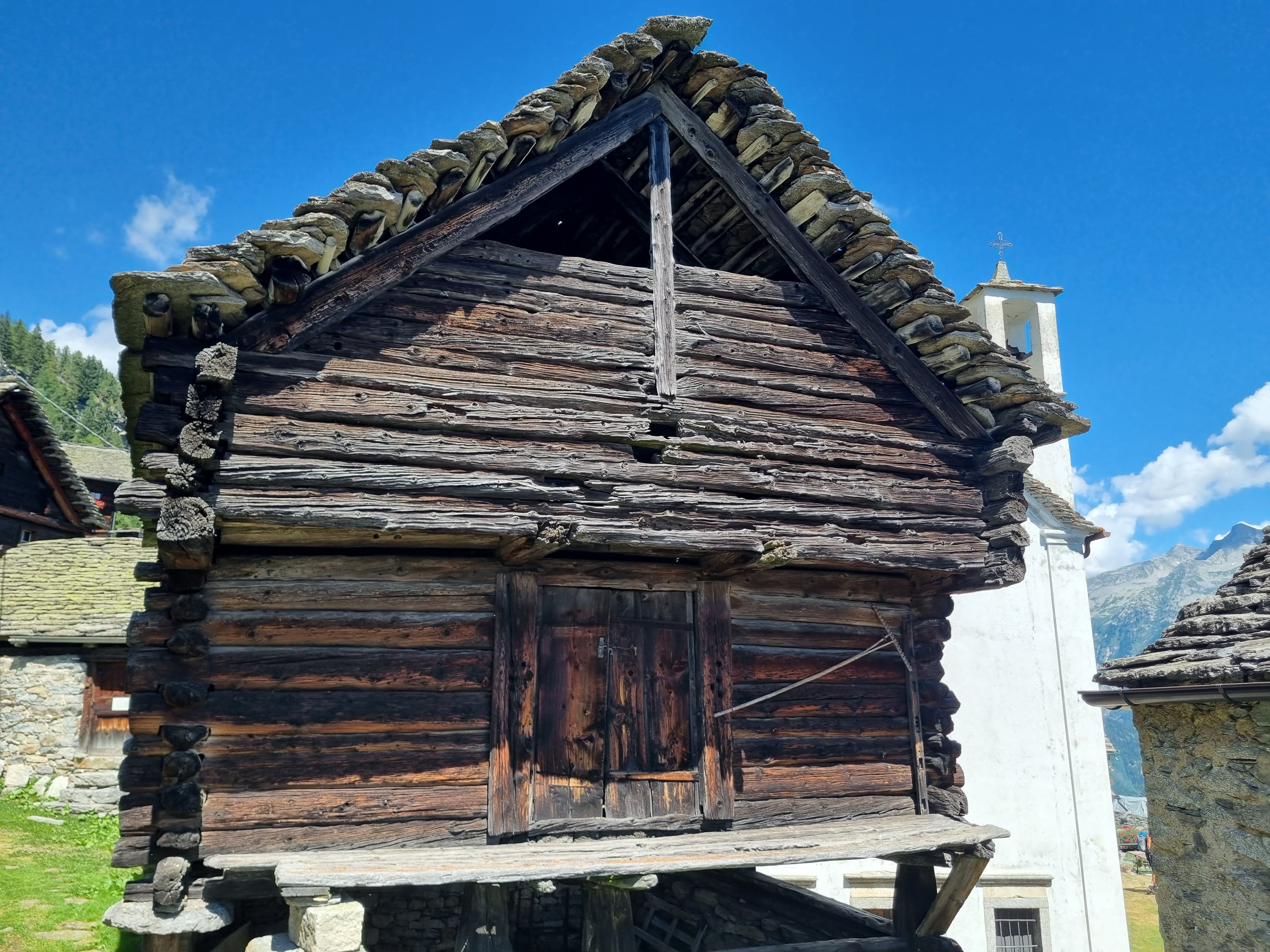
Stadel a Salecchio Superiore, Premia (VB). Da notare il timpano con puntone di sostegno e le  miischplatta.
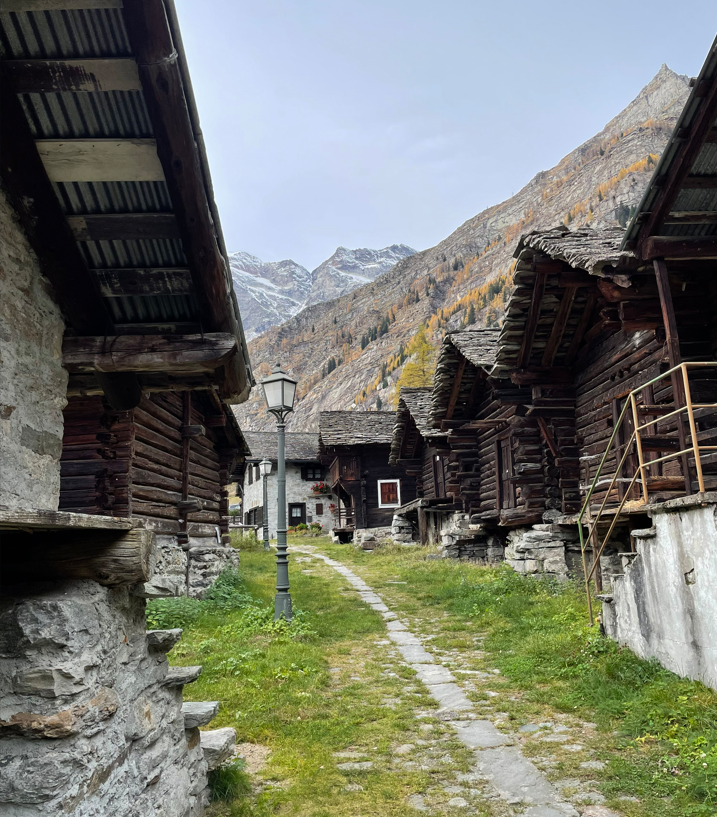
Dorf, Macugnaga (VB)
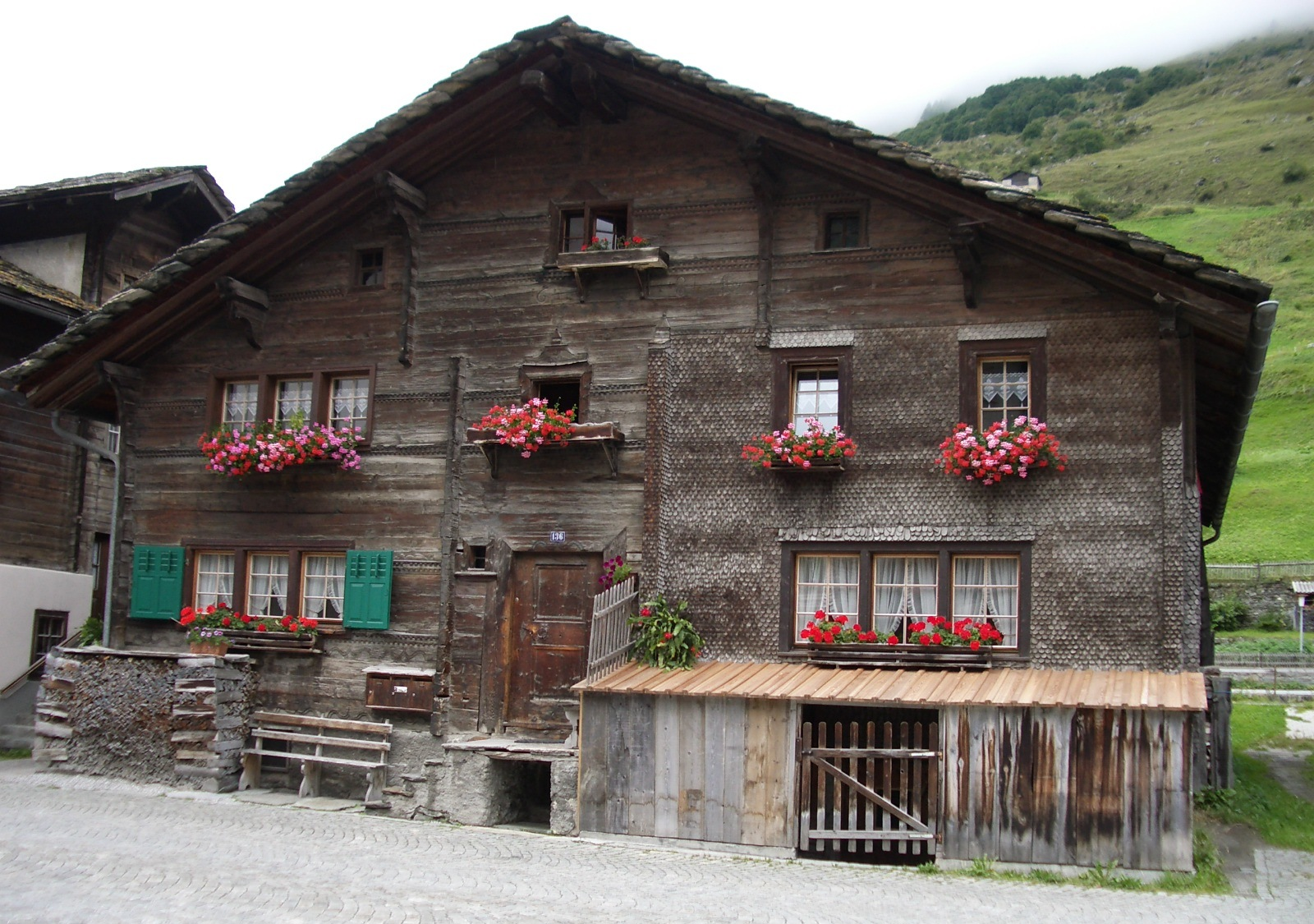
Casa walser a Vals, Canton Grigioni
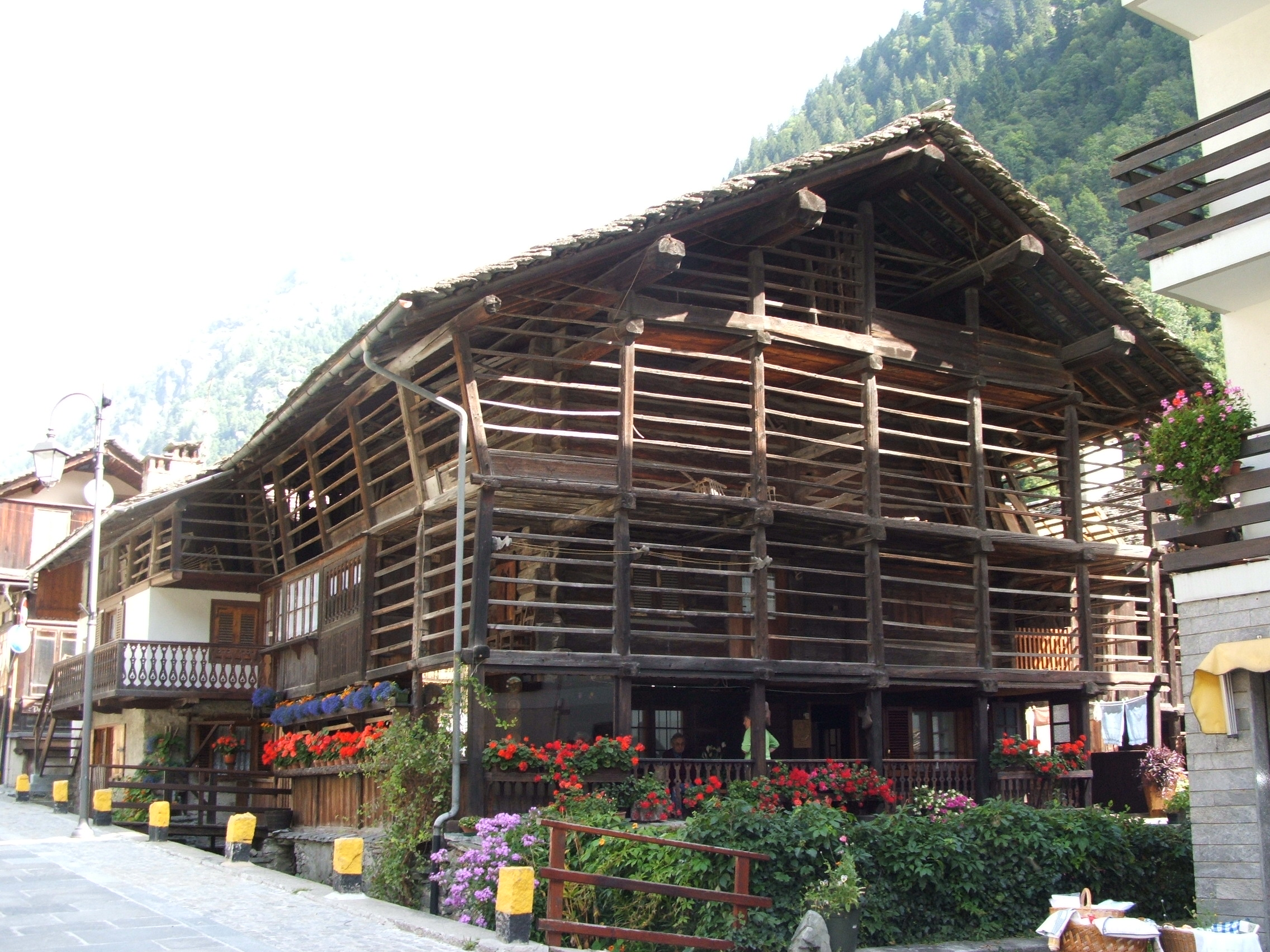
Casa walser ad Alagna Valsesia (VC). Da notare lo schopf, la loggia che la circonda.
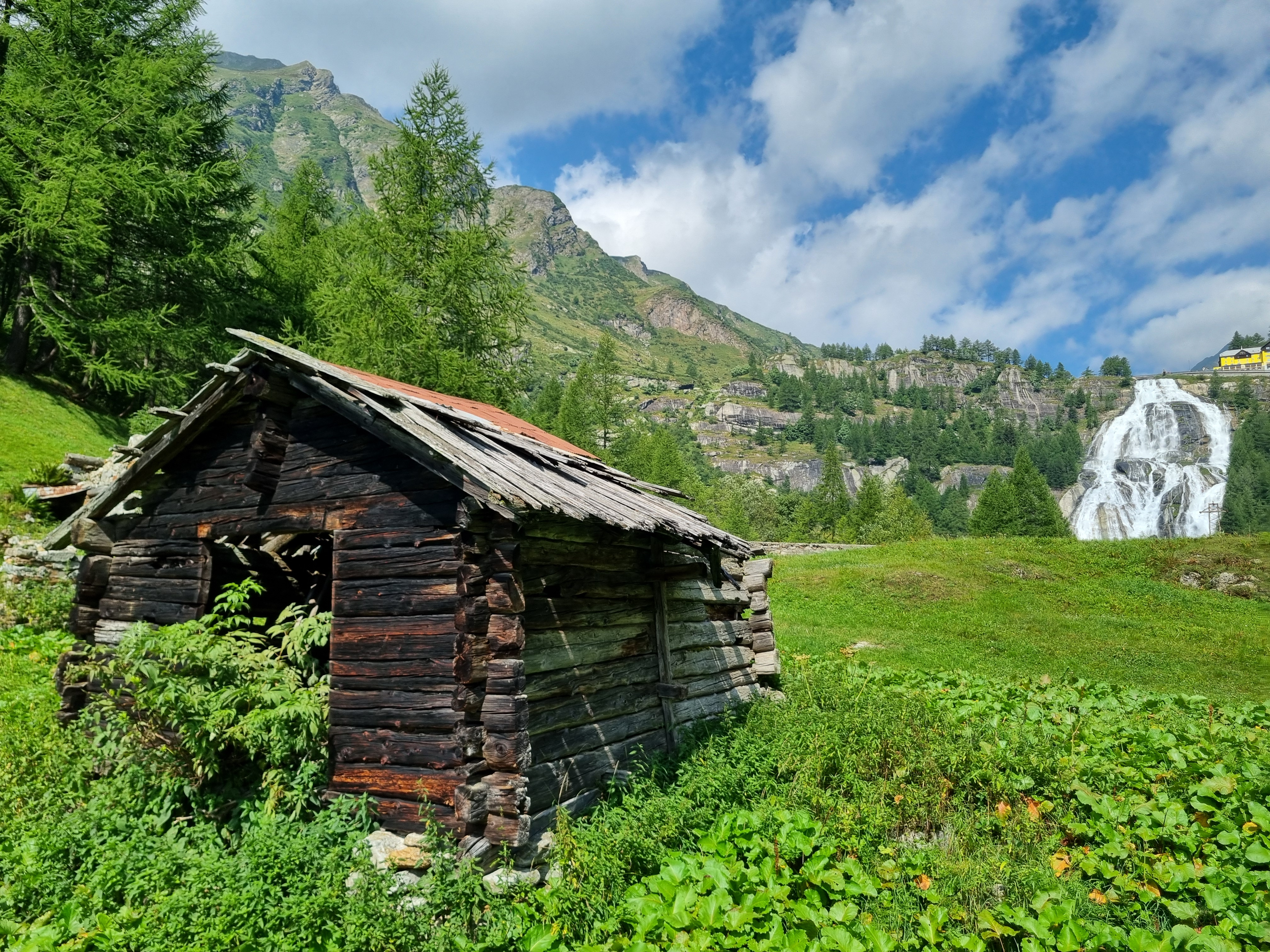
Stadel a Sottofrua, con l'antico tetto in scandole di legno.